# مری ال کلیو
مری لوئیز کلیو (به انگلیسی: Mary Louise Cleave) فضانورد اهل ایالات متحده آمریکا است که در ۵ فوریهٔ ۱۹۴۷ میلادی در ساوت‌همپتون، نیویورک زاده شد. وی در مأموریت اس‌تی‌اس-۶۱-بی، اس‌تی‌اس-۳۰ حضور داشته‌است.